# Vieska nad Blhom
Vieska nad Blhom és un poble i municipi d'Eslovàquia. Es troba a la regió de Banská Bystrica.

## Història
La primera menció escrita de la vila es remunta al 1427.

## Demografia
| Godina             | 1994 | 2004    | 2014    | 2024   |
| ------------------ | ---- | ------- | ------- | ------ |
| Nombre de persones | 176  | 152     | 181     | 172    |
| Diferència         |      | −13,63% | +19,07% | −4,97% |

| Godina             | 2023 | 2024   |
| ------------------ | ---- | ------ |
| Nombre de persones | 173  | 172    |
| Diferència         |      | −0,57% |